# Ao Vivo (álbum de Oficina G3)
Ao Vivo é o álbum de estreia da banda brasileira de rock Oficina G3, lançado pela gravadora Gospel Records em 1990. Das nove canções gravadas no disco, seis foram regravadas em trabalhos posteriores, e algumas tiveram grande relevância para uma geração de cristãos que testemunhou o desenvolvimento do rock cristão brasileiro, naquela época ainda incipiente.
É o único álbum do grupo com Túlio Régis nos vocais, que logo sairia do Oficina G3 por problemas conjugais.

## Antecedentes
O grupo Oficina G3 teve início na década de 1980, uma época marcada pelo surgimento de várias bandas de rock cristão no Brasil, intensificado pelo movimento gospel, que difundiu o segmento evangélico no cenário musical do país. Nessa época surgiram na música cristã brasileira inúmeras bandas de rock cristão, sendo que os grupos Resgate, Fruto Sagrado, Katsbarnea, Catedral e Oficina G3 foram os principais que alcançaram notoriedade nacional durante a época. Em 1987, na Igreja Cristo Salva, em São Paulo, Juninho Afram, Walter Lopes, Wagner García e Tulio Regis, frequentadores do local, juntaram-se e formaram um grupo musical, a fim de suprir a necessidade de mais músicos naquela congregação. Eles formaram assim o grupo 3 daquela igreja. Somaram-se a eles subsequentemente Luciano Manga, além dos músicos convidados James Conway na guitarra, e Márcio Woody de Carvalho no teclado.
Como o grupo não tinha nome ainda na época, decidiram chamá-lo pela sigla G3, abreviatura de Grupo 3 (pelo fato de que eram o terceiro grupo de louvor da Igreja Cristo Salva). Mais tarde, resolveram mudar de nome e escolheram Oficina. Por essa época, a banda se inscreveu num concurso de talentos cristãos sob o nome Oficina G3, nome provisoriamente adotado. Esse nome, segundo Luciano Manga, foi adotado  no final dos anos 1980, por uma sugestão de um amigo dos integrantes da banda. Na ocasião, o grupo participaria em um evento chamado Terça Gospel, no Dama Shock, e este amigo era dono de uma agência de publicidade, e achava que este nome seria chamativo.
Posteriormente os membros da banda passaram a frequentar a Igreja Metodista de Santo Amaro e tocar na Renascer em Cristo onde foram contratados pela Gospel Records. Por esse tempo o grupo ganhou alguma notoriedade pelo seu estilo hard rock, que era algo raro no meio da música cristã brasileira. Nessa época a banda já se apresentava no Dama Shock, em São Paulo, junto a outras bandas, onde ganharam uma certa relevância.

## Gravação
O álbum foi gravado na casa de eventos Dama Shock. Juninho Afram disse, anos mais tarde, que a ideia de uma banda iniciar sua discografia com um álbum ao vivo era absurda e foi tomada com base nos elogios que os músicos recebiam em seus shows. Segundo o guitarrista, a gravação conteve erros técnicos que acabaram permanecendo em sua versão final.

## Lançamento e recepção
| Críticas profissionais | Críticas profissionais |
| Avaliações da crítica  | Avaliações da crítica  |
| Fonte                  | Avaliação              |
| ---------------------- | ---------------------- |
| O Propagador           | [ 12 ]                 |
| Super Gospel           | [ 13 ]                 |

Ao Vivo foi lançado em 1990 pela gravadora Gospel Records. O guia discográfico do O Propagador atribuiu a cotação de 3 estrelas de 5 para o álbum, afirmando que "em busca da identidade, a Oficina G3 parece se sustentar nas composições de Túlio Regis, mas são os vocais de Luciano Manga que realmente causam atração". Com 2 estrelas de 5, o Super Gospel defendeu que o projeto reflete o início do movimento gospel brasileiro, mostrando uma banda ainda em busca de identidade com uma abordagem experimental que mistura diversos gêneros musicais e letras com temas cristãos e juvenis, liderada pelo vocalista Túlio Regis.
No final da década de 1990, o álbum foi relançado em CD como parte da série ouro, da Gospel Records. Essa versão inverteu os lados B e A do álbum original.

## Faixas
Todas as composições por Túlio Régis, exceto onde anotado.
1. "Naves Imperiais"
2. "Farol"
3. "Bom É Louvar"  (Luciano Manga e Túlio Régis)
4. "Comunicação"
5. "Magia Alguma"  (Marco Antônio Guimarães Garcia)
6. "Cante" (Marco Antônio Guimarães Garcia)
7. "Viver por Fé"
8. "Você Pirou"
9. "Parar e Pensar" (Túlio Régis e Luciano Manga)

## Ficha técnica
Banda
- Manga – vocais
- Túlio Régis – vocais e teclado
- Juninho Afram – guitarra
- Wagner García – baixo
- Walter Lopes – bateria

Músicos convidados
- James Conway – guitarra base
- Márcio Woody de Carvalho – teclado
- Jonathas Carvalho Batista – saxofone

Equipe técnica
- Elcio Alvares Filho – engenheiro de som e mixagem
- Egideo Conde – engenheiro de som
- Dalton – mixagem
- Oficina G3 – mixagem

Projeto gráfico
- Marco Bernardes – design